# Alliancen for Fred og Frihed (parti)
Alliancen for Fred og Frihed (engelsk: Alliance for Peace and Freedom - APF) er et stærkt højreorienteret, europæisk politisk parti..
Partiet blev stiftet den 4. februar 2015. De vigtigste medlemspartier har tidligere deltaget i den  europæiske nationalfront.

## Medlemmer
De toneangivende partier i APF er:
- Grækenland: Gyldent Daggry, oprettet 1985. Har tre pladser i Europa-Parlamentet, 18 pladser i Grækenlands parlament og 26 pladser i de regionale råd.
- Tyskland: NPD, oprettet 1964. Har én plads i Europa-Parlamentet, ingen pladser i Forbundsdagen og fem pladser i landdagen i Mecklenburg-Vorpommern.

Desuden har en række mindre partier og enkeltpersoner tilsluttet sig APF: 
- Belgien: Mouvement Nation (eller Nation), oprettet 1999. Aktiv i Bruxelles og Vallonien.
- Tjekkiet: Dělnická strana sociální spravedlnosti (Arbejderpartiet for social retfærdighed), oprettet 2003.
- Danmark: Danskernes Parti, oprettet 2011.
- Frankrig: Olivier Wyssa, regionsrådsmedlem i Rhône-Alpes 1998 – 2015, valgt for Front National, senere løsgænger.
- Italien: Forza Nuova – FN (Ny kraft), oprettet 1997. I valgalliance med Alessandra Mussolini (barnebarn af Benito Mussolini) i 2003 – 2006. Partiet har p.t. ingen folkevalgte politikere.
- Sverige: Stefan Jacobsson, der var formand for Svenskernes Parti fra januar 2013 og frem til partiets opløsning i maj 2015.
- Spanien: Democracia Nacional – DN, oprettet 1995. Har siden 2001 haft færre end fem byrådsmedlemmer.
- Storbritannien: Nick Griffin fra British National Party og Jim Dowson.